# Ullapool
Ullapool (Ullapul o Ulapul in gaelico) è una cittadina di circa 1 300 abitanti (2004) nell'area amministrativa scozzese di Highland, nel Regno Unito. Nonostante le sue piccole dimensioni, è il centro abitato più grande nel raggio di vari chilometri.

## Storia
Fondata nel 1788 sulla riva orientale del Loch Broom, Ullapool era un porto per la pesca delle aringhe, progettato dall'architetto ed ingegnere scozzese Thomas Telford. Il porto è il centro della città ma serve anche da porto turistico e molo per i servizi traghetto per Stornoway, nelle Ebridi Esterne.

## Luoghi d'interesse ed eventi
Nonostante le dimensioni ridotte, Ullapool vanta un museo, un centro artistico che ospita mostre temporanee, una piscina e un centro benessere, oltre a numerosi pub, bed and breakfast, ristoranti e hotel. È punto di partenza per passeggiate ed escursioni naturalistiche nei dintorni.
Ullapool ha acquisito una certa fama per i numerosi eventi musicali che ospita, dai concerti tenuti nel Ceilidh Place e nel Macphail centre ai festival musicali Ullapool Guitar Festival e Loopallu. La città ospita inoltre un festival del libro, con opere anche in gaelico.

## Infrastrutture e trasporti
Ullapool è collegata ad Inverness ed al resto della Scozia dalla strada A835. Le navi traghetto della Caledonian MacBrayne forniscono due collegamenti (tre durante l'alta stagione) per Stornoway, nelle Ebridi Esterne. Alla fine del XIX secolo il parlamento aveva approvato il collegamento della città alla linea ferroviaria delle Highlands; il progetto fu però in seguito abbandonato per mancanza di fondi.